# Nazionale maschile di pallacanestro del Burkina Faso
La nazionale di pallacanestro del Burkina Faso è la rappresentativa cestistica del Burkina Faso ed è posta sotto l'egida della Fédération Burkinabe de Basketball.

## Piazzamenti

### Campionati africani
- 2013 - 16°

## Formazioni

### Campionati africani
Campionato africano maschile di pallacanestro 20134 Ouattara, 5 Bayala, 6 Durham, 7 Yameogo, 8 Traoré, 9 Ouedraogo, 10 Pooda, 11 Bado, 12 Tapsoba, 13 Nissao, 14 Diendere, 15 Sawadogo,        All. Jean-Paul Rebatet